# Dragontrail
Dragontrail, é uma folha transparente fina e de alta resistência feita de uma combinação de aluminossilicato alcalino, fabricada pela Asahi Glass Co. é semelhante ao Gorilla Glass da Corning Incorporated.